# Ermita de Sant Francesc (Sant Climent de Llobregat)
L'Ermita de Sant Francesc, actualment gairebé enderrocada, era la capella particular de la Masia de Can Colomer de les Valls situada a la població de Sant Climent de Llobregat, Baix Llobregat, que forma part de l'Inventari del Patrimoni Arquitectònic de Catalunya. Estava dedicada a Sant Francesc d'Assís.

## Descripció
Es tracta d'una construcció de planta rectangular, que està edificada en un pendent, motiu pel qual s'ha fet un petit un muret de contenció davant l'entrada. La porta, actualment no conservada, devia ser rectangular i es pot dir que la façana és idèntica pel que fa a la forma a la capella de Sant Miquel a la Masia de Can Molins. El sostre, de teules, no es conserva. L'interior conserva a les parets restes de pintura vermella, marró i blava. A cada paret lateral i tocant amb el sostre s'obre una petita finestra rectangular. La façana i part de les parets estan esgrafiades. La façana disposa d'una rematada curvilínia i l'arc de la porta és de maó.
En lletres neoclàssiques i escrit en dues línies es pot veure: "1798. Ave Maria Purisima sin pecado con...". Falta part de la inscripció perquè ha caigut part de la paret. La façana imita grossos maons i traços curvilinis.

## Història

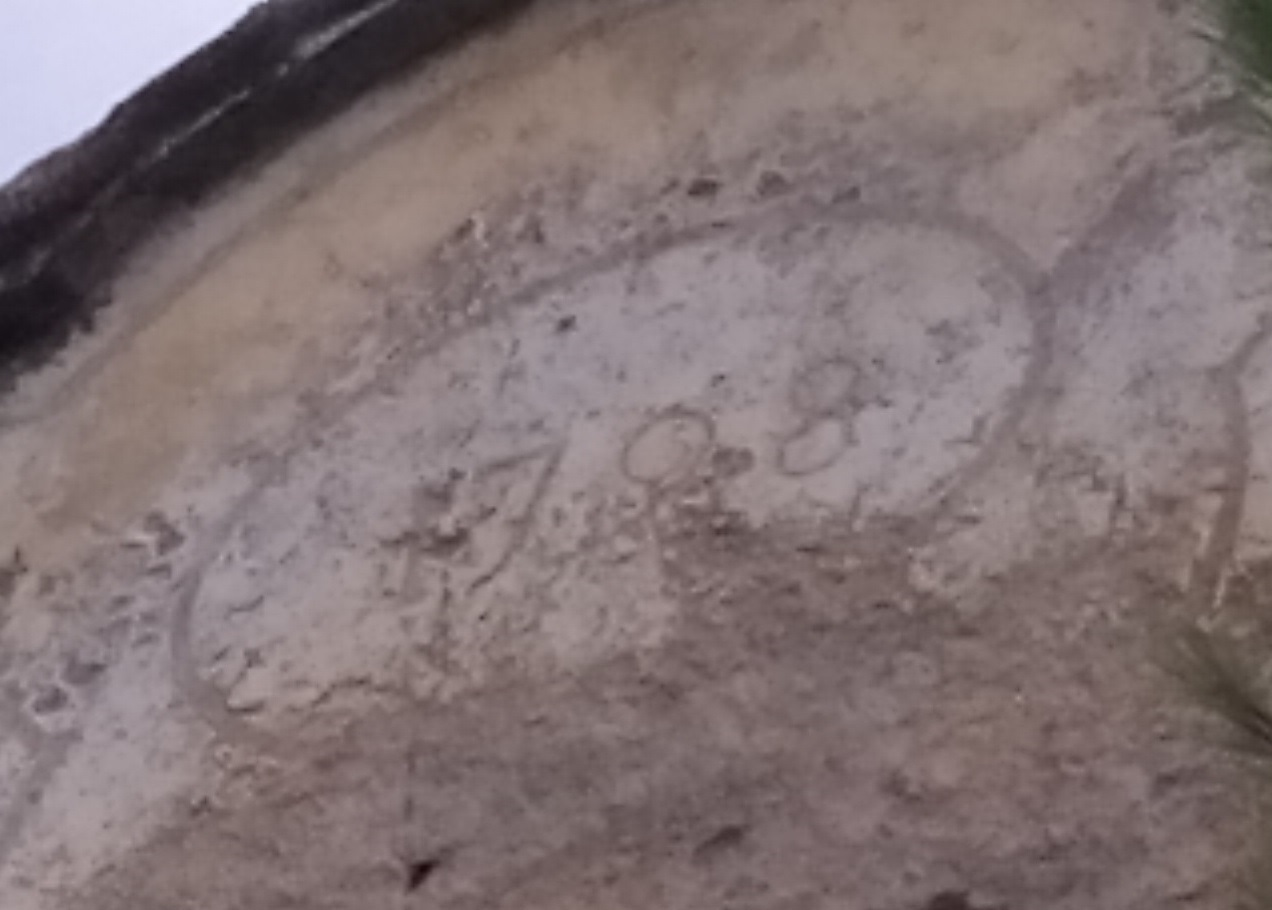
Inscripció amb l'any de construcció (1798) a la Capella de Sant Francesc de Can Colomer de les Valls

L'Ermita de Sant Francesc fou edificada l'any 1798, tal com es pot veure a la inscripció que encara es conserva a la seva façana principal a sobre de la porta d'entrada, i està dedicada a Sant Francesc d'Assís. Era l'ermita o capella de la Masia de Can Colomer. A l'Arxiu parroquial de Sant Climent es conserva documentació referida al permís per celebrar missa a la Capella signada el 2 d'agost de 1998. A banda de la imatge de Sant Francesc, posteriorment, en restaurar-lo i fer un nou altar, s'hi afegiren les imatges de Sant Joan i de la Mare de Déu del Roser. Es creu que a mitjans del segle xix se li construí un nou altar.
Actualment, la capella resta sola, mig en runes i abandonada.